# Nebanice (železniční zastávka)
Nebanice jsou železniční zastávka a nákladiště nacházející se na trati Chomutov–Cheb v obci Nebanice v okrese Cheb.

## Popis
Zastávka byla otevřena v roce 19. září 1870.
Nacházejí se zde dvě nástupiště, které jsou propojeny nadchodem. Pro úkryt cestujících slouží na druhém nástupišti jednoduchý plechový přístřešek, budova u prvního nástupiště je uzavřena a zčásti slouží jako obydlí.